# Ковтун Юлія
Юлія Ковтун (6 червня 1979) — українська волейболістка, зв'язуючий.

## Із біографії
Вихованиця запорізької волейбольної школи. 1995 року захищала кольори юніорської збірної. Виступала за команди з України, Угорщини, Греції, Іспанії, Туреччини, Франції, Сербії, Швейцарії і Бельгії.

## Клуби
| Роки      | Команди                             |
| --------- | ----------------------------------- |
| 1995—1998 | «Орбіта» (Запоріжжя)                |
| 1998—2000 | «Егут» (Егер)                       |
| 2000—2001 | «Вашаш» (Будапешт)                  |
| 2002—2003 | «Сансе» (Сан-Себастьян-де-лос-Реєс) |
| 2003—2004 | «Лариса»                            |
| 2004—2005 | «Олімпіакос» (Пірей)                |
| 2005—2006 | «Іракліс Кіфісіас»                  |
| 2006—2007 | АЕК (Афіни)                         |
| 2000—2007 | ТЕД (Анкара)                        |
| 2007—2008 | «Галатасарай» (Стамбул)             |
| 2008—2009 | «Єдинство» (Ужице)                  |
| 2009—2010 | «Лариса»                            |
| 2010—2011 | «Евре»                              |
| 2010—2011 | «Женева»                            |
| 2011—2012 | «Марк-ан-Барель»                    |
| 2012—2013 | «Шарлеруа»                          |

## Досягнення
- Срібний призер чемпіонату України (1): 1998
- Бронзовий призер чемпіонату України (1): 1996
- Срібний призер кубка України (1): 1998
- Срібний призер чемпіонату Угорщини (1): 2000
- Бронзовий призер чемпіонату Угорщини (1): 1999
- Срібний призер кубка Угорщини (2): 1999, 2000
- Бронзовий призер чемпіонату Бельгії (1): 2013